# Paysandu SC
Paysandu Sport Club is een Braziliaanse voetbalclub uit Belém in de staat Pará. De club werd opgericht in 1903.

## Geschiedenis
De club werd opgericht op 2 februari 1914 als Paysandu Foot-Ball Club. Enkele maanden eerder verloor Norte Clube de titel in het Campeonato Paraense 1913 aan Grupo do Remo, het huidige Clube do Remo, door een gelijkspel op de laatste speeldag tegen Guarany. De club vocht de wedstrijd aan wegens onregelmatigheden echter werd hun protest verworpen waardoor Remo de titel won. Enkele ontevreden leden besloten om een nieuwe club op te richten, Paysandu was geboren. Op 19 februari 1914 werd de naam gewijzigd in Paysandu Sport Club.
In 1920 werd de club voor het eerst staatskampioen en doorbrak de hegemonie van Remo dat sinds 1913 elk jaar kampioen geworden was. Paysandu en Remo zouden vaak haasje over spelen. In de jaren dertig kwam er een derde kaper op de kust, Tuna Luso. Deze club kon ook 10 titels winnen, maar kwam toch niet in de buurt van de successen van Paysandu en Remo.
In 1960 mocht de club voor het eerst op nationaal niveau aantreden. Een jaar eerder werd begonnen met een nationale eindronde om een landskampioen aan te duiden, voorheen was er niets boven de staatscompetities. Paysandu werd in de eerste ronde uitgeschakeld door Moto Club de São Luís. Twee jaar later deed de club opnieuw mee en versloeg nu Sampaio Corrêa en speelde dan twee keer gelijk tegen Ceará. Er kwam een derde beslissende wedstrijd die Ceará met 3-1 won. De volgende twee seizoenen zorgden Sport Club do Recife en Náutico voor een uitschakeling. Na een jaar onderbreking namen ze in 1966 opnieuw deel en verloor in de derde ronde van Fortaleza. In 1967 werd er voor het eerst met een groepsfase gewerkt en Paysandu won zijn groep en verloor dan van América. In 1968 werd de laatste Taça gespeeld en hier werd de club in de groepsfase uitgeschakeld.
In 1971 werd met de Série A een nieuwe nationale competitie opgericht. De club speedle er van 1973 tot 1986 met uitzondering van 1980 en 1984. Tot midden jaren tachtig mochten de clubs in de Série A aantreden op basis van hun prestaties in de staatscompetities. Op nationaal niveau stelde Paysandu niet veel voor. In 1991 werd de club kampioen van de Série B nadat ze de finale wonnen van Guarani. De club promoveerde zo voor het eerst echt naar de Série A. De club eindigde laatste en zou degraderen, maar werd gered door een competitie-uitbreiding naar 32 teams het volgende seizoen. In 1993 werd de club elfde en in 1994 zestiende. In 1995 degradeerde de club na vier seizoenen uit de Série A.
In 2001 werden ze opnieuw kampioen van de Série B en promoveerden opnieuw. Nadat ze in 2002 de Copa dos Campeões wonnen plaatsten ze zich voor de Copa Libertadores 2003. Daar werd de club in een groep met grote clubs als Cerro Porteño, Universidad Católica en Sporting Cristal overtuigend groepswinnaar. In de 1/8ste finale wonnen ze hun eerste wedstrijd tegen Boca Juniors met 1-0, maar de terugwedstrijd verloren ze met 4-2 waardoor ze uitgeschakeld werden, tegen de latere winnaar. De internationale goede resultaten vertaalden zich niet in de competitie, waar ze in 2003 nipt de degradatie konden vermijden door een beter doelsaldo dan Fortaleza. Na een veertiende plaats in 2005 volgde een jaar later een nieuwe degradatie. In 2006 degradeerde de club opnieuw. Het duurde tot 2012 vooraleer de club terug kon keren naar de Série B, maar de club eindigde opnieuw op een degradatieplaats.
In 2014 werd de club vicekampioen in de Série C en promoveerde opnieuw. Deze keer kon de club het behoud in de Série B verzekeren en eindigde knap zevende. In 2016 won de club de Copa Verde, een competitie die in 2014 in het leven geroepen was en een bekercompetitie was voor clubs uit het noorden en centrum, waarvan de winnaar zich plaatste voor de Copa do Brasil. In 2018 won de club deze competitie opnieuw, maar eindigde in de Série B wel op een degradatieplaats. In 2023 promoveerde de club weer.

## Erelijst
Campeonato Paraense
1920, 1921, 1922, 1923, 1927, 1928, 1929, 1931, 1932, 1934, 1939, 1942, 1943, 1944, 1945, 1947, 1956, 1957, 1959, 1961, 1962, 1963, 1965, 1966, 1967, 1969, 1971, 1972, 1976, 1980, 1981, 1982, 1984, 1985, 1987, 1992, 1998, 2000, 2001, 2002, 2005, 2006, 2009, 2010, 2013, 2016, 2017, 2020, 2021, 2024
Campeonato Brasileiro Série B
1991, 2001
Copa Norte
2002
Copa dos Campeões
2002
Copa Verde
2016, 2018, 2022, 2024

## Bekende (oud-)spelers
- Catanha
- Andre Kamperveen